# Mather (Pensilvania)
Mather es un lugar designado por el censo (en inglés, census-designated place, CDP) ubicado en el condado de Greene, Pensilvania, Estados Unidos. Según el censo de 2020, tiene una población de 659 habitantes.

## Geografía
La localidad está ubicada en las coordenadas 39°56′8″N 80°4′28″O / 39.93556, -80.07444. Según la Oficina del Censo de los Estados Unidos, Mather tiene una superficie total de 2,29 km², de la cual 2,28 km² corresponden a tierra firme y 0,01 km² es agua.